# Mongolojassus bicuspidatus
Mongolojassus bicuspidatus är en insektsart som beskrevs av Sahlberg 1871. Mongolojassus bicuspidatus ingår i släktet Mongolojassus och familjen dvärgstritar. Arten har ej påträffats i Sverige. Inga underarter finns listade i Catalogue of Life.